# ヴラジミール・ジュリラ
ヴラジミール・ジュリラ（Vladimír Dzurilla, 1942年8月2日 - 1995年7月25日）は、ドイツ国ベーメン・メーレン保護領ブラチスラヴァ生まれのチェコスロバキア、後スロバキアの元プロアイスホッケー選手、アイスホッケー指導者。ポジションはゴールテンダー。
チェコスロバキア代表として16年間プレーし、世界選手権で金メダル3回、銀メダル3回、銅メダル4回、オリンピックでも銀メダル1個、銅メダル2個を獲得した。
そのキャリアの大部分でイジー・ホレセクと併用された。地元チェコスロバキアのプラハで行われた1972年アイスホッケー世界選手権の後、引退試合を行い、代表からいったん退いたが1976年に代表に復帰した。
1976年カナダカップのカナダ戦では29本のシュートを完封し1-0の勝利に貢献、この大会でチェコスロバキアは準優勝した。
現役引退後は、SCリーゼルゼー、フランクフルト、シュトライビングEHCでヘッドコーチを務めた。
1995年7月25日、心臓発作で亡くなった。